# 黒い十人の黒木瞳。
『黒い十人の黒木瞳。』（くろいじゅうにんのくろきひとみ）は、2012年からNHK BSプレミアムで放送された日本のテレビドラマシリーズである。

## 概要
女優の黒木瞳の冠番組で、題名は『黒い十人の女』のパロディーである。タカハタ秀太が脚本を手がけ、コミカルからシリアス、シュールにいたるまで「ちょっと黒い10人の女性」のキャラクターを黒木が全て主演するオムニバス形式のショートドラマを展開する。下記の各エピソードとも、黒木が主演しており、一部のエピソードを除いて「黒木」あるいは「瞳」など、本人名義役で登場する。

## 第1弾
- NHK BSプレミアム：2012年9月9日 22:00 - 23:30（JST）
- NHK総合テレビジョン：2012年12月27日 24:25 - 25:55（JST、12月28日 0:25 - 1:55）

### 各話概要・出演者
黒いパートタイマー
役柄の設定：弁当屋の調理従業員のパートタイマー
他出演者：片桐はいり、温水洋一、本仮屋ユイカ、前田美波里
黒いカチラー
役柄の設定：交通調査の調査員
他出演者：宮川大輔
黒い娘。〜二十四の瞳〜
役柄の設定：福岡（黒木の出身地）の父からお見合い結婚を薦められている東京に住むOL
他出演者：大杉漣、平泉成、松尾諭
黒い母娘
役柄の設定：タクシーを待つ親子の母親
他出演者：相武紗季、三谷萌香
黒い餃子の女
役柄の設定：イカ墨料理を好む夫の妻
他出演者：井上和香、大杉漣
黒いママ
役柄の設定：高級クラブのママ
他出演者：寺島進
黒いマスカラ女
役柄の設定：駐車場で車を泊めようとしたら、岡江久美子演じる女性の車をぶつけてしまう女刑事
他出演者：岡江久美子
黒いママ〜結婚〜
役柄の設定：恋人の男性と結婚が決まり、両親に報告に出向こうとする女
他出演者：浅利陽介、志賀廣太郎、高橋ひとみ
黒い白衣の女
役柄の設定：蕎麦屋で毎日同じカレーうどんを注文する白いワイシャツを着たOL
他出演者：新井浩文、木下ほうか、寺島進、松尾諭
黒いアカスリ女
役柄の設定：垢すりサウナで働く看板女性スタッフ
他出演者：相武紗季、佐津川愛美、平泉成、宮川大輔

## 第2弾
- NHK BSプレミアム：2012年12月29日 22:00 - 23:30（JST）

### 各話概要・出演者
黒いクレーマー
役柄の設定：目的地の行き方を知らないタクシー運転手や、行儀の悪いピザの配達人などに抗議の電話を入れる女性
他出演者：松尾諭、直江喜一、今野浩喜、高橋健一（以上キングオブコメディ）、児嶋一哉（アンジャッシュ）
黒い新婦
役柄の設定：相武紗季演じる相川と交際関係にあった新郎と結婚することになった新婦。相川は新婦・黒木の部下であった
他出演者：相武紗季、山本浩司、岡江久美子、大杉漣
黒い哲夫の妻
役柄の設定：高血圧と診断された夫の妻。その夫は浮気癖があり、野波麻帆演じる佳子と不倫をしている
他出演者：寺島進、野波麻帆
黒い2階の女
役柄の設定：川上麻衣子演じるキャリアウーマン・吉川とともに急ぎの時にタクシーやバスで一緒に乗ろうとする高層マンションの2階の住人の女性
他出演者：川上麻衣子、岩下やね、平田薫、井上佳子
黒い2階の女〜その弐〜
役柄の設定：車を運転中に前方に老人が倒れているのを見つけ人助けをする女性。しかし車を止めたところが駐車禁止の箇所だった
他出演者：木村祐一、今野浩喜、西方凌、川上麻衣子
黒い厚底めがねの女
役柄の設定：スーパーマーケットで買い物をし、商品の鮮度を指で確認しようとする厚底めがねをかけた主婦
他出演者：
黒いカレンダーの女
役柄の設定：グラビアアイドル。フォトスタジオでカレンダーの撮影を行っている
他出演者：佐野史郎
黒い病室の女
役柄の設定：佐々木すみ江演じる危篤状態の姑を看取る娘
他出演者：佐々木すみ江、佐戸井けん太、松尾諭、野波麻帆
黒い女将
役柄の設定：春風亭小朝演じる落語家の妻。その妻・黒木は師匠の常連の落語家と不倫関係にある
他出演者：春風亭小朝、佐野史郎
黒いのは妻か占い師か
役柄の設定：占い好きの夫を持つ主婦
他出演者：田中美里、芦川誠

## 第3弾
- NHK BSプレミアム：2013年6月30日 22:00 - 23:30（JST）

### 各話概要・出演者
黒い主演女優
役柄設定：ストーリーは第2弾からの続きになっており、第2弾のエンディング撮影後、この第3弾の放送を切望する女優
他出演者：高橋和也、ほっしゃん。、マキタスポーツ、寺島進、大杉漣
黒いカウンターの女
役柄設定：寿司屋の客人。店主がサヨリを黒木に握っている
他出演者：立川談春
黒い清掃員
役柄設定：清掃員。A子がホールの清掃活動中に100万円の封筒を見つけたのを、黒木は見つめ、ある取引を持ち掛ける
他出演者：石田ゆり子、野添義弘
黒い喪主
役柄設定：告別式の喪主である未亡人。黒木は娘や妹夫婦を前にして複数の愛人がいたことを告白する
他出演者：奥貫薫、ほっしゃん。、ふせえり、福島リラ、秋月三佳、葵わかな、寺島進
デキる地黒の女
役柄設定：会社の上司。部下からの信頼とせん望のまなざしを受ける存在の女性
他出演者：大和田美帆、山田キヌヲ、山本啓之、村井良大
黒い花柄バッグの女
役柄設定：会社の事務員。会社にお中元が数々届き、社長が外出したのを見計らって事務員に、子供たちのためにお中元で届けられてきたハムを持ち帰るのを勧めるが…
他出演者：羽野晶紀、ガダルカナル・タカ、マキタスポーツ
黒い社長
役柄設定：チラシを配布する会社の社長
他出演者:洞口依子、山田キヌヲ、駿河太郎、近藤湊、木下ほうか、野添義弘
黒い常連
役柄設定：回転寿司屋の常連客。比較的値段の安いタコやイカなどを食べる
他出演者：
黒い返しの女
役柄設定：SNSで自ら行ったおいしいグルメ情報を投稿するOL。しかし、同僚の桜井がこの黒木の投稿したサイトを覗き見し、自分が知っているかのように黒木の行った店を同僚に勧めてしまう
他出演者：とよた真帆、木南晴夏
黒い先輩
役柄設定：会社の上司。ある日、後輩の陽子と、黒木の夫・健次がキスをしたと告白し「キスまでなら妻公認で認める」としていたが、その後陽子と健次の関係がエスカレートする
他出演者:風間トオル、月船さらら、駿河太郎

## スタッフ
- 脚本・演出：タカハタ秀太